# Piet Gilhuis
Pieter Cornelis (Piet) Gilhuis (Eindhoven 5 oktober 1946 – Tilburg 24 februari 2005) was een Nederlandse hoogleraar staats- en bestuursrecht en milieurechtgeleerde, bekend als referendumspecialist.

## Opleiding en loopbaan
Gilhuis studeerde Nederlands recht aan de Vrije Universiteit Amsterdam. Hij werkte als juridisch medewerker bij het Hoogheemraadschap Rijnland en in 1975 aan de Katholieke Universiteit Nijmegen. In 1981 promoveerde Gilhuis aan de Rijksuniversiteit Leiden op een rechtsvergelijkende studie over het referendum. In 1985 werd hij universitair hoofddocent in Katholieke Universiteit Brabant, en in 1987 werd hij daar benoemd tot hoogleraar staats- en bestuursrecht met inbegrip van het recht van de ruimtelijke ordening en het milieurecht. Zijn oratie uit 1988, ‘Milieurecht op weg naar de jaren negentig’, ging over integratietendensen in de milieuwetgeving, het risico van deregulering en de opkomst van convenanten en andere vormen van zelfregulering. Gilhuis was programmaleider van de onderzoeksprogramma’s ‘Rechtsontwikkeling door wetgeving’ (1989-1994), ‘De wisselwerking tussen wetgeving en samenleving’ (1995-1999) en ‘De herijking van het primaat van de wetgever’ van het Centrum voor Wetgevingsvraagstukken. Van 1995 tot 1998 was hij decaan van de faculteit rechtsgeleerdheid.

## Maatschappelijke functies
Gilhuis maakte hij deel uit van de Staatscommissie Biesheuvel (1984-1985), en de Referendumcommissie Curaçao (1993). de Evaluatiecommissie Wet milieubeheer (1988-1989) en de Centrale Raad voor de Milieuhygiëne (1989-1993). Hij was redactielid en voorzitter bij het tijdschrift voor Milieu en Recht, voorzitter van de Vereniging voor Milieurecht (1994-2004), vice-voorzitter van de European Environmental Law Association, lid van de Commission on Environmental Law van de International Union for Conservation of Nature and Natural Resources, en lid van de redactie van het Macquarie Journal of International and Comparative Environmental Law en de wetenschappelijke boekenreeks ‘Studies on Environmental Law’. 

## Varia
In 2005 werd besloten als een wisselleerstoel in te stellen de Piet Gilhuis Chair on the Future of Environmental Law. De Amerikaanse jurist Sudhir Chopra bekleedde deze leerstoel voor het eerst in 2006. Sinds 2008 wordt een naar hem vernoemde scriptieprijs uitgereikt door de Vereniging voor Milieurecht. Gilhuis was getrouwd en had twee kinderen.